# شركة أبراج المتحدة القابضة
شركة أبراج المتحدة القابضة هي شركة شركة عقارية كويتية، يتركز نشاط الشركة على استثمار وتطوير و إدارة العقارات. و تمتلك الشركة محفظة عقارية تضم ملكيتها العقارات التالية:
- برج الشهيد : ويحوي على 18 طابق للمكاتب التجارية
- برج المدينة : ويحوي على 22 طابق للمكاتب التجارية
- برج المتحدة : و يحتوي على 59 طابق ذات طابع تجاري واستثماري